# Жак Маржере
Жак Маржер́ет (фр. Jacques Margeret, правильніше Маржер́е; 1565—1619) — французький професійний солдат (найманець в званні капітана); учасник воєн Ліги на стороні Генріха IV; з 1600 року на московській службі; автор цінного літературного джерела про Московську державу початку XVII століття.

## Біографія
З протестантської родини в Осоні (Бургундія). Служив французькому королю Генріху IV; учасник релігійних війн. Коли у Франції встановився мир, поступив на службу до князя Трансільванії, потім до угорського короля, беручи участь в їх війнах з турками; потім перейшов на польську службу капітаном піхотної роти.
У 1600 році, за пропозицією російського посланника Афанасія Васильєва, був прийнятий на московську службу Борисом Годуновим, який зробив його капітаном німецької роти; під його керівництвом знаходився кавалерійський загін іноземних найманців. 21 січня 1605 року цей загін брав участь у битві при Добриничах з військами Лжедмитрія I, в якому Маржерет відзначився.
Після смерті Годунова (13 [23] квітня 1605) Маржерет найнявся до Лжедмитрія, який доручив йому роту німецьких алебардистів, що складали царську охоронну варту в Кремлі. Лжедмитрій надавав Маржерету особливу увагу і з великим інтересом слухав його розповіді про Францію, з якою збирався налагодити дипломатичні відносини. Після загибелі Лжедмитрія (17 (27) травня 1606) і вступу на престол Василя Шуйського Маржерет у вересні 1606 року залишив Московію, отримавши від Шуйського багатий подарунок.
Повернувшись до Франції, Маржерет розповідав про невідому «Московію» історику Жаку де Ту і королю Генріху IV, видавав того й іншого самозванця за справжнього царевича. Написав і опублікував свій твір про Московську державу — «Стан Московської держави і Великого князівства Московського» (Париж, 1607).
У 1608 році Маржерет повернувся в Московію і вступив на службу до Лжедмитрія II (Тушинського лиходія), а згодом — до польського короля Сигізмунда III. Під командуванням гетьмана Станіслава Жолкевського взяв участь в Клушинскій битві 24 червня 1610 року, в якій війська Василя Шуйського зазнали нищівної поразки. У березні 1611 року Маржерет брав участь в придушенні повстання москвичів проти інтервентів і в руйнуванні Москви. 19 березня, коли Гонсевский, під натиском князя Пожарського, відступив в Китай-Город, Маржерет наспів до нього на допомогу і відбив нападників. Восени 1611 Маржерет пішов до Польщі. У січні 1612 року він був уже в Гамбурзі, звідки просив у московського уряду дозволу прибути в Архангельськ, виявляючи готовність вступити на московську службу і битися з поляками. Підозрюючи, що його підсилає польський король Сигізмунд з будь-яким злим наміром, бояри поспішили зміцнити Архангельськ, а прохання Маржерета залишили без відповіді. На вторинну пропозицію отримав різку відмову.
Цілком ймовірно, помер на батьківщині. У французьких архівних документах його ім'я не згадується після 1619.

## Праця
«Стан Російської імперії і Великого князівства Московського» («Estat de l'Empire de Russie et Grand Duché de Moscovie avec ce que s'y est passé de plus memorable et tragique, pendant le règne de quatre Empereurs: à sçavoir depuis l'an 1 590 jusques en l'an +1606 en septembre»; Париж, 1607, 1669, 3 вид., 1824; рос. переклад вид. Устряловим під назвою «Состояніе Россійского Государства и великого княжества Московского», СПб., 1830, а потім увійшов в третю частину його ж «Сказання сучасників про Димитрія Самозванця», СПб., 1831).
«Ця розповідь французького найманця про свої пригоди в далекій країні, створена очевидцем і активним учасником описуваних подій, була присвячена французькому королю Генріху IV, родоначальнику династії Бурбонів, і надрукована з його згоди. Цікава паралель: час Смути в Московській державі практично збігся з останнім періодом релігійних війн у Франції, тому праця Маржере дозволяла читачам провести певні аналогії щодо громадянського протистояння в двох країнах по різні сторони Європи. Підкреслення автором релігійної толерантності в Москві могло бути натяком на потребу у віротерпимості на його батьківщині.
Хоча ця книга не є історичним дослідженням, а її автора важко назвати професійним істориком, його твір містить важливі спостереження та судження, що торкаються минулого нашої держави й дозволяють краще зрозуміти розвиток історичних уявлень про Україну у Франції. Праця Маржере кілька разів перевидавалася на його батьківщині, що, безумовно, свідчить про цікавість французів до тематики, якої він торкнувся. Вперше вона була передрукована в 1669 р., коли французька публіка з тривогою спостерігала за посиленням Московії на фоні послаблення Речі Посполитої, які вели між собою запеклу війну за Україну. В ХІХ ст. вийшло ще кілька перевидань. Публікації твору Маржере у середині ХІХ ст., вочевидь, були пов'язані з війною між Францією та Московією, що зумовлювало посилення попиту на книжкову продукцію про ворожу державу серед французів.
З ХІХ ст. з'являються російські переклади цієї книги або окремих частин, які одразу привернули увагу вітчизняних дослідників минулого.
Попри те, що твір Маржере є насамперед важливим джерелом з історії Московії Смутного часу, його екскурси вглиб історії Русі дозволяють побачити уявлення автора про минуле України. Наприклад, походження династії Рюриковичів він пояснював наступним чином: „Вважають, що походження великим князям поклали троє братів, які прийшли з Данії, згідно з руськими анналами. Вони підкорили собі Русь, Литву та Поділля близько восьмиста років тому, а Рюрик, старший з братів, став називатися великим князем володимирським, і від нього пішли всі інші великі князі…“ . Цей короткий уривок дає можливість зрозуміти загальну поінформованість француза про витоки давньоруської історії, хоча знання його виявляються неточними та поверхневими. Навіть такий яскравий епізод минулого, як хрещення Русі, в нього виглядає абсолютно розпливчасто: „Ця країна прийняла християнство близько 700 років тому“ .
Праця Маржере стала, по суті, першим нарисом, що подавав бачення минулого Русі з позиції Москви. Сама назва твору підкреслює тотожність понять „Русь“ та „Московія“ в уявленні автора. Він постійно вживає термін „росіяни“ (les Russes) для означення підданих московського царя, уникаючи традиційного визначення „московити“ (les Moscovites), яке в нього трапляється нечасто. Така концепція разюче контрастує з баченням Віженера, котрий писав за тридцять років до Маржере, в творах якого під Руссю розумілися саме володіння польських королів. Те, що Віженер називав Руссю, у Маржере виступає під сукупною назвою Поділля (Podolie). Цей географічний регіон розширений у нього до такої межі, що доходить аж до кордонів Московського царства. Згідно з його твердженням, замок Путивль (Poutimel) розташований саме на кордонах Поділля . Власне на теренах Поділля, за словами Маржере, найчастіше й перебувало дніпрове козацтво. Говорячи про тотожність Русі та Московії в уявленнях Маржере, варто згадати, що подібну думку висловлював трохи раніше і дю Тілле. Таким чином, можна спостерігати тенденцію, як у французькій історіографії з кінця XVI ст. поступово розвивається ідея ототожнення Русі (=Росії) лише з Московією. Посилення Московського царства призводило надалі до закріплення назви Русі саме за ним, оскільки за цією країною стояла династична спадковість і міць потужної держави, а за рештою земель тільки історична традиція.
Велику важливість мають звістки Маржере про козаків (les Cosaks). Автор, як професійний солдат, захоплювався військовими здібностями козаків, визнаючи їх найкращою збройною силою Русі. Маржере подав опис їхнього одягу та озброєння, способу життя та звичаїв. Француз відзначав, що „справжні козаки мешкають уздовж рік Волга, Дон і Дніпро на полях Татарії та завдають більшої шкоди татарам, ніж все російське військо“.
Не оминув увагою Маржере і важливої ролі, яку козаки відіграли у воцарінні Лжедмитрія І, котрого він вважав дійсним сином Івана Грозного (Iohannes le Tiran). Автор відзначив, що „козаки з верхів'їв Дону та Дніпра“ складали основу війська Лжедмитрія й були найнадійнішою його опорою.
Попри значну віддаленість Московського царства від Франції, між цими державами наприкінці XVI ст. вже були налагоджені контакти. Про це свідчить той факт, що Маржере зустрічав у Москві земляків, один з яких, французький купець Бертран де Кассан, був його інформатором. Не варто забувати також, що Маржере командував гвардією найманців, основу якої складали саме французи.
Про посилення дипломатичних взаємин між Францією та Московією може свідчити й те, що, за словами Маржере, Лжедмитрій І збирався на англійських кораблях у серпні 1606 р. відвідати Францію, але цей намір не був здійснений у зв'язку з державним переворотом і загибеллю останнього.
Таким чином, підбиваючи підсумок, можна сказати, що праця Маржере презентує зміну в уявленні пізнього середньовіччя про Русь, а також виводить на передній план козацтво, постаті якого стануть головним атрибутом всіх історичних досліджень, що торкатимуться історії України XVI—XVIII ст.» [Архівовано 26 березня 2020 у Wayback Machine.]

## Публікації
- Jacques Margeret. Estat de l'empire de Russie, et grande duche de Moscovie. — P., 1669.
- Маржерет Жак. Стан Російської держави і Великого князівства Московського [Архівовано 13 вересня 2015 у Wayback Machine.]. — М.:Польза, 1913. — 104 с.
- Маржерет Жак. Росія початку XVII ст. Записки капітана Маржерета [Архівовано 21 серпня 2011 у WebCite] / Ю. О. Лимонов. В. І. Буганов. Переклад Т. І. Шаскольская, Н. В. Ревуненков. — М.: Інститут Історії РАН, 1982. — 254 с.
- Росія XV—XVII ст. очами іноземців / Ю. О. Лимонов. — Л.: Лениздат, 1986. — 543 с. — (Бібліотека «Сторінки історії Вітчизни»).
- Росія XVII століття. Спогади іноземців. — Смоленск: Русич, 2003. — 496 с. — ISBN 5-8138-0523-0.
- Маржерет Жак. Стан Російської імперії. Ж. Маржерет в документах та дослідженнях: (Тексти, коментарі, статті) / Під ред. Ан. Береловича, В. Н. Назарова, П. Ю. Уварова. — М.: Мови слов'янських культур, 2007. — 552 с. — (Studia Historica). — ISBN 5-9551-0199-3.